# 奥田農園
奥田農園（おくだのうえん）は、岐阜県羽島市にある農園である。

## 概要
イチゴの生産を行っており、2009年（平成21年）からブランド「美人姫」の販売を行っている。2016年（平成28年）5月に、2016年（平成28年）末からアラブ首長国連邦への輸出を行うことが報じられた。

## 美人姫
美人姫（びじんひめ）はイチゴの商品名。通常のイチゴは糖度が10度程度であるのに対し、美人姫の糖度は16度と甘く、通常のイチゴが1粒20グラム程度であるのに対し、美人姫は平均で40グラム、大きいものだと100グラム以上を超える大粒イチゴである。
濃姫と他の品種をかけあわせたもの、濃姫を独自の栽培方法で育てたものとされる。
2023年時点では最上級のものは桐箱入り1粒1万円で販売されており、サイズは8センチメートル、糖度17.9度で、1シーズン700粒しか収穫できないとされる。

## 参考書籍
- 白石拓『「ひと粒五万円! 」世界一のイチゴの秘密』祥伝社、2016年。ISBN 978-4396114701。